# 里索德
里索德（Risod），是印度马哈拉施特拉邦Washim县的一个城镇。总人口27519（2001年）。

## 人口
该地2001年总人口27519人，其中男性14275人，女性13244人；0—6岁人口4159人，其中男2150人，女2009人；识字率67.83%，其中男性为75.66%，女性为59.39%。